# Wenkbrauwmuisspecht
De wenkbrauwmuisspecht (Lepidocolaptes angustirostris) is een zangvogel uit de familie Furnariidae (ovenvogels).

## Verspreiding en leefgebied
Deze soort telt negen ondersoorten:
- L. a. griseiceps: Suriname.
- L. a. coronatus: OC-Brazilië.
- L. a. bahiae: O-Brazilië.
- L. a. bivittatus: van N- en O-Bolivia tot C- en ZO-Brazilië.
- L. a. hellmayri: WC-Bolivia.
- L. a. certhiolus: van C-Bolivia tot W-Paraguay en NW-Argentinië.
- L. a. angustirostris: O-Paraguay, ZW-Brazilië en N-Argentinië.
- L. a. praedatus: extreem Z-Brazilië, Uruguay en N- en C-Argentinië.

## Status
De grootte van de populatie is niet gekwantificeerd maar de soort wordt omschreven als vrij algemeen. Op de Rode lijst van de IUCN heeft deze soort de status niet bedreigd.